# جزایر مروارید

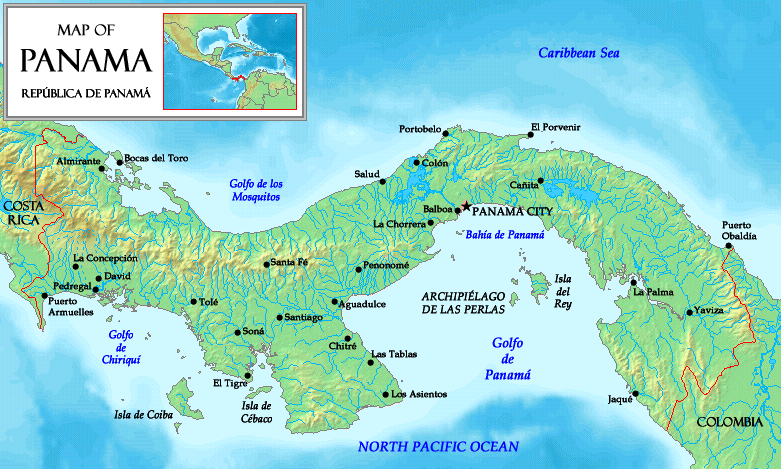
موقعیت جزایر مروارید در خلیج پاناما

جزایر مروارید (به اسپانیایی: Archipiélago de las Perlas یا Islas de las Perlas) مجموعه‌ای متشکل از ۲۰۰ یا بیشتر جزیره و جزیرک (بسیاری کوچک و خالی از سکنه) در سواحل اقیانوس آرام پاناما در خلیج پاناما است که در حدود ۳۰ مایل (۴۸ کیلومتر) قرار گرفته‌اند.
این مجمع‌الجزایر توسط انجمن جهانی پرندگان به عنوان منطقه مهم پرندگان (IBA) تعیین شده است، زیرا از کلنی‌های زادآوری چشمگیری پلیکان‌های قهوه‌ای پشتیبانی می‌کند.